# Wendesse
Wendesse ist ein Dorf und nördlichster Ortsteil der Stadt Peine im Landkreis Peine in Niedersachsen.

## Geschichte
Erste urkundliche Erwähnung fand der Ort im Jahr 1390. Der Wendesser Gemeinderat beschloss im Jahr 1964, sich nach der Niedersächsischen Gemeindeverordnung mit der Nachbargemeinde Stederdorf zu einer Samtgemeinde zusammenzuschließen. Anlässlich der Gebietsreform wurde Wendesse am 1. März 1974 ein Ortsteil der Stadt Peine.

## Politik

### Ortsrat
Der Ortsrat, der die Ortsteile Stederdorf und Wendesse gemeinsam vertritt, setzt sich aus neun Mitgliedern zusammen. Die Ratsmitglieder werden durch eine Kommunalwahl für jeweils fünf Jahre gewählt.
Bei der Kommunalwahl 2021 ergab sich folgende Sitzverteilung:
| Ortsrat 2021Insgesamt 9 Sitze - SPD: 4 - Grüne: 1 - FDP: 1 - CDU: 3 |

### Ortsbürgermeister
Ortsbürgermeister ist Holger Hahn (SPD).

### Wappen
Das Wappen zeigt auf einem Gold und Blau gespaltenen Schild auf der rechten, goldenen Seite einen blauen, aufsteigenden Löwe mit roter Zunge. Im linken, blauen Feld befinden sich drei aufrechte, goldene Tannenzapfen oberhalb von einer schräggestellten silbernen Wolfsangel oder Doppelhaken. Der Löwe und die Farben Blau-Gold stehen für die jahrhundertelange Zugehörigkeit zum ehemaligen Herzogtum Braunschweig-Lüneburg. Die Tannenzapfen und der Doppelhaken entstammen dem Wappen des Kammerrats Schenk von Winterstedt zu Schwachhausen und Lindhorst, der hier im 17. Jahrhundert als Lehns- und Gerichtsherr ansässig war.
Das Wappen wurde am 8. Dezember 1961 vom Gemeinderat und dem Regierungspräsidenten des Bezirks Hildesheim genehmigt. Der Entwurf stammt von Alfred Brecht.

## Kultur und Sehenswürdigkeiten
- Das Wendesser Moor liegt etwa einen Kilometer südwestlich des Ortes und ist ein etwa 65 Hektar großes Naturschutzgebiet. Hier finden sich unterschiedliche schutzwürdige Biotoptypen mit ihren jeweils eigenen, an diese Lebensräume gebundenen Pflanzen- und Tierarten.[6] Seit 1978 ist das Wendesser Moor Landschaftsschutzgebiet.

### Regelmäßige Veranstaltungen
- Bosseln (Februar)
- Osterspaziergang (Karfreitag)
- Sommerfest
- Radtour

Diese Veranstaltungen werden von den beiden örtlichen Vereinen gemeinsam organisiert.

### Sport
In Wendesse gibt es mit dem Wendesser Sportverein (WSV) einen eigenen Sportverein, der Sportarten wie Badminton und Damen-Gymnastik anbietet. Die Sportarten werden mangels örtlicher Anlagen in den Orten im näheren Umkreis absolviert.

## Wirtschaft und Infrastruktur
Im Ortsteil Wendesse befinden sich Hotel & Restaurant, Zigarettenhandel, Pferdehof, Krankengymnastik, Bauunternehmer und Landwirte.